# Formula Atlantic sezona 1976 (IMSA)
Formula Atlantic sezona 1976 (IMSA) je bilo eno dveh prvenstvev Formule Atlantic, ki je potekalo med 11. aprilom in 3. oktobrom 1976.

## Koledar dirk
| Št | Dirkališče   | Država      | Datum              | Krogi | Razdalja              | Čas         | Hitrost      | Zmagovalec        | Pole | Najh. krog                     |
| -- | ------------ | ----------- | ------------------ | ----- | --------------------- | ----------- | ------------ | ----------------- | ---- | ------------------------------ |
| 1  | Road Atlanta | Georgia     | 11. april 1976     | 40    | 4.055436=162.21744 km | 0'55:20.907 | 175.850 km/h | Gilles Villeneuve | ?    | Gilles Villeneuve              |
| 2  | Monterey     | Kalifornija | 2. maj 1976        | 33    | 3.05767=100.90311 km  | 0'35:29.418 | 170.587 km/h | Gilles Villeneuve | ?    | Elliott Forbes-Robinson        |
| 3  | Ontario      | Kalifornija | 9. maj 1976        | 26    | 4.667=121.342 km      | 0'42:24.553 | 171.673 km/h | Gilles Villeneuve | ?    | Gilles Villeneuve              |
| 4  | Lexington    | Ohio        | 29. avgust 1976    | 42    | 3.86232=162.21744 km  | 1'02:26.053 | 155.893 km/h | Tom Klausler      | ?    | Tom Klausler                   |
| 5  | Road Atlanta | Georgia     | 19. september 1976 | 25    | 4.055436=101.3859 km  | 0'34:23.261 | 176.899 km/h | Gilles Villeneuve | ?    | Gilles Villeneuve Howdy Holmes |
| 6  | Monterey     | Kalifornija | 3. oktober 1976    | 33    | 3.05767=100.90311 km  | 0'35:06.81  | 172.418 km/h | Price Cobb        | ?    | Bobby Rahal                    |

## Rezultati

### Dirkači
| Mesto | Dirkač                  | Država | Moštvo        | Šasija  | Točke | Združene države Amerike | Združene države Amerike | Kanada | Združene države Amerike | Združene države Amerike | Združene države Amerike |
| ----- | ----------------------- | ------ | ------------- | ------- | ----- | ----------------------- | ----------------------- | ------ | ----------------------- | ----------------------- | ----------------------- |
| 1     | Gilles Villeneuve       | Kanada | Ecurie Canada | March   | 80    | 20                      | 20                      | 20     | -                       | 20                      | -                       |
| 2     | Price Cobb              | ZDA    | ?             | March   | 45    |                         |                         |        | 15                      |                         | 20                      |
|       | Elliott Forbes-Robinson | ZDA    | ?             | Tui     | 45    | -                       | 15                      | 15     | -                       | -                       | 15                      |
| 4     | Bobby Brown             | ZDA    | ?             | Chevron | 41    |                         |                         |        |                         |                         |                         |
| 5     | Tom Klausler            | ZDA    | ?             | Lola    | 38    |                         |                         |        | 20                      |                         |                         |
| 6     | Johnny Gerber           | Mehika | ?             | Chevron | 22    |                         |                         |        |                         |                         |                         |
| 7     | Bobby Rahal             | ZDA    | ?             | March   | 20    |                         |                         |        |                         |                         |                         |
| 8     | Don Breidenbach         | ZDA    | ?             | March   | 18    |                         |                         |        |                         |                         |                         |
| 9     | Héctor Rebaque          | Mehika | ?             | Lola    | 16    |                         |                         |        |                         |                         |                         |
| 10    | Tom Pumpelly            | ZDA    | ?             | March   | 15    | 15                      | -                       | -      | -                       | -                       | -                       |
|       | Tom Gloy                | ZDA    | ?             | Tui     | 15    | -                       | -                       | -      | -                       | 15                      | -                       |
|       | Wink Bancroft           | ZDA    | ?             | Chevron | 15    |                         |                         |        |                         |                         |                         |